# Vello Lään
Vello Laan (Tartu, 9 de junho de 1937 – 12 de junho de 2022) foi um jornalista desportivo, escritor e locutor de rádio da Estónia.

## Carreira
Em 1960 ele formou-se na Universidade de Tartu.
Entre 1960 e 1975 foi editor do jornal Põllumajanduse Akadeemia. Depois, entre 1975 e 1991, foi o chefe do estúdio da Rádio Estoniana em Tartu. Mais tarde, de 1991 a 2000, foi o director principal da Rádio Tartu.
Lään morreu em 12 de junho de 2022.
Prémios:
- 1999: Kuldmikrofon ('Microfone de Ouro')[1]
- 2001: Ordem da Estrela Branca, V classe[3]

## Publicações
- "Korvpall". Eesti Korvpalliliit, 2002. ISBN 9985-78-830-3
- "38 suvise olümpiaala reeglid". Eesti Entsüklopeediakirjastus, 2004. ISBN 9985-70-161-5
- "Helsingist Helsingis - kergejõustiku maailmameistrivõistlused 1983-2005" [um dos autores]. Eesti Päevalehe Kirjastus, 2005. ISBN 9985-9565-8-3
- "Olümpiamängud. 15 talvise olümpiaala reeglid ja 18 muud talvist ala". Eesti Entsüklopeediakirjastus, 2006. ISBN 9985-70-220-4